# Fenestron

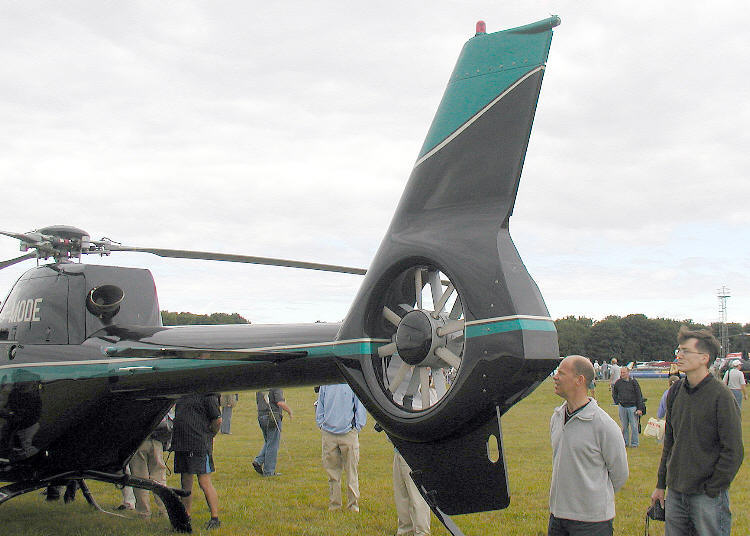
Visão traseira do Fenestron de um Eurocopter EC120 Colibri

Um Fenestron, também conhecido como fantail, é um tipo de rotor de cauda de helicóptero carenado que opera como um ventilador dutado. O termo Fenestron é uma marca registrada e patenteada do consórcio multinacional de fabricação de helicópteros Airbus Helicopters (antiga  Eurocopter). A própria palavra vem do termo occitano para uma pequena janela,  e, em última análise, é derivada da palavra latina fenestra para janela .
O Fenestron é diferente de um rotor de cauda aberto convencional por estar integralmente alojado dentro da lança da cauda e, como o rotor de cauda convencional que ele substitui, funciona para neutralizar o torque gerado pelo rotor principal. Enquanto os rotores de cauda convencionais normalmente têm duas ou quatro pás, os Fenestrons têm entre sete e dezoito pás e podem ter espaçamento angular variável para que o ruído seja distribuído em diferentes frequências. Ao colocar uma ventoinha dentro de um duto, são obtidas diversas vantagens distintas em relação a um rotor de cauda convencional, como uma redução nas perdas de vórtices na ponta e o potencial para redução substancial de ruído, ao mesmo tempo que protege o próprio rotor de cauda contra danos de colisão e o pessoal de terra do perigo representado por um rotor giratório tradicional.

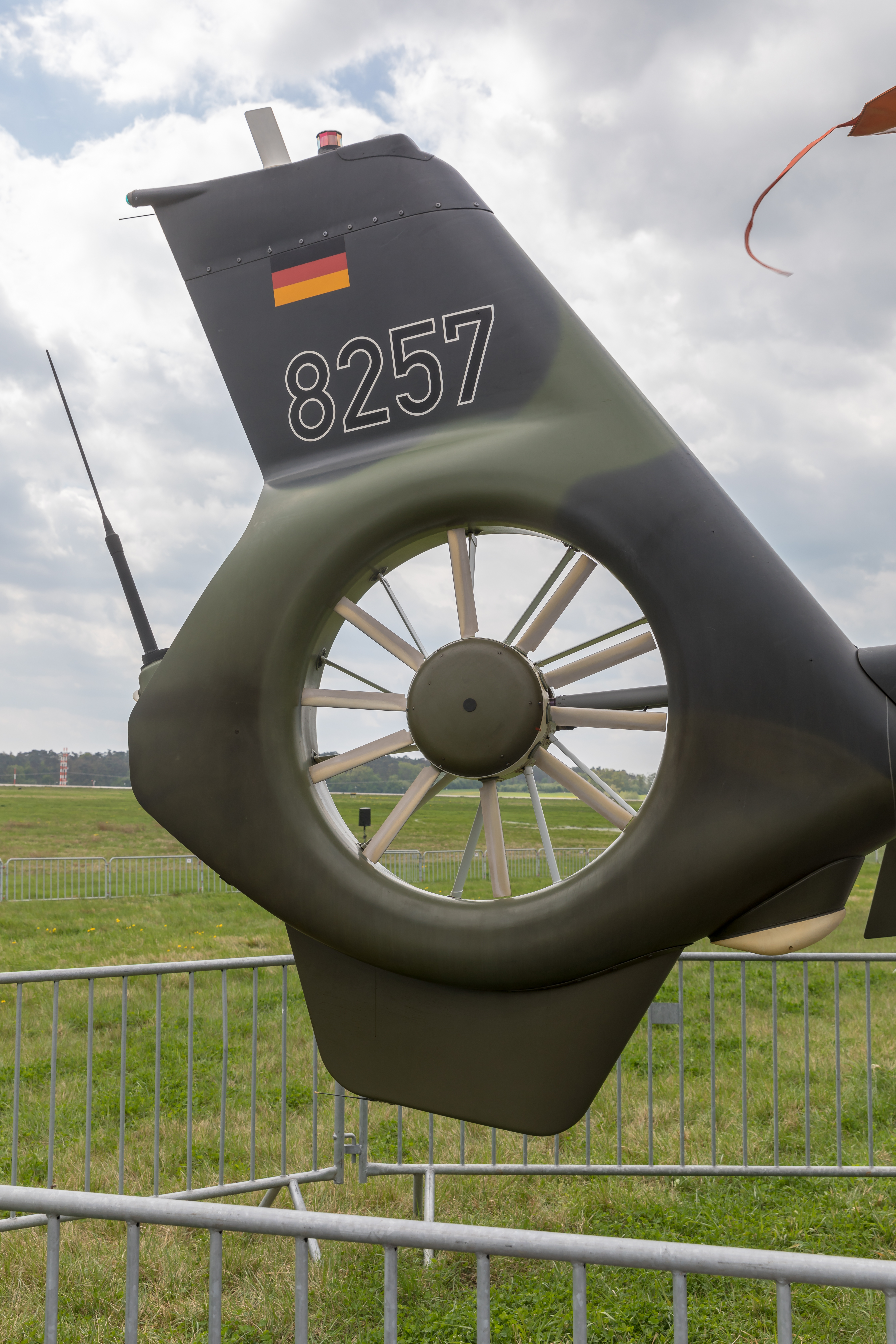
Fenestron de um helicóptero EC635

Foi desenvolvido pela primeira vez para uso em um helicóptero operacional pela empresa francesa Sud Aviation (agora parte da Airbus Helicopters), sendo adotado pela primeira vez no helicóptero Aérospatiale Gazelle. Desde então, a empresa (e seus sucessores) instalaram Fenestrons em muitos de seus helicópteros, para melhorar o desempenho e reduzir consumo de combustível. Outros fabricantes também fizeram uso limitado do Fenestron em alguns de seus próprios produtos, incluindo as corporações aeroespaciais americanas Bell Textron e Boeing, o fabricante russo de helicópteros Kamov, a fabricante chinesa Harbin Aircraft Industry Group e o conglomerado japonês Kawasaki Heavy Industries.

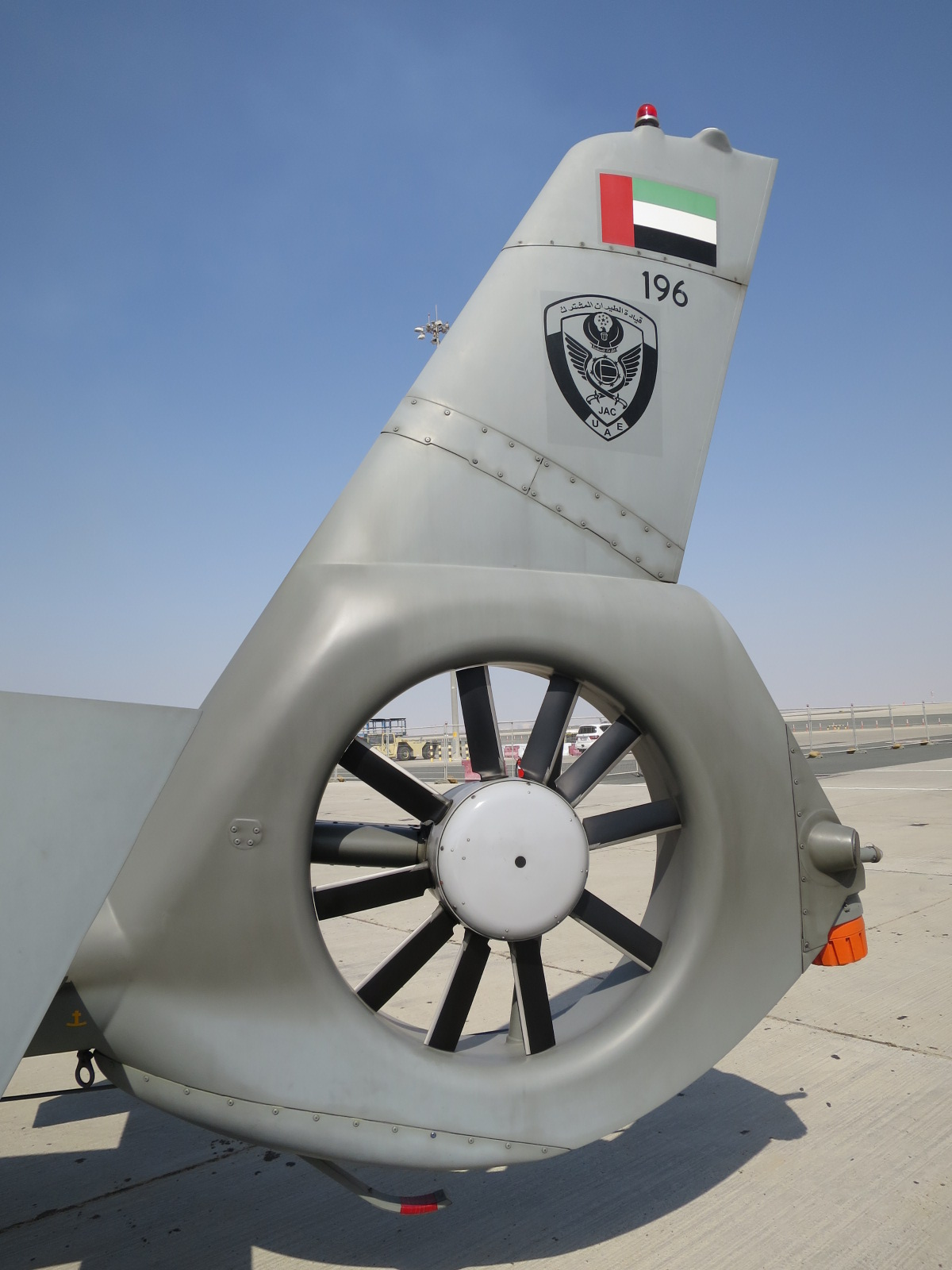
Fenestron de um helicóptero Eurocopter Panther

## História

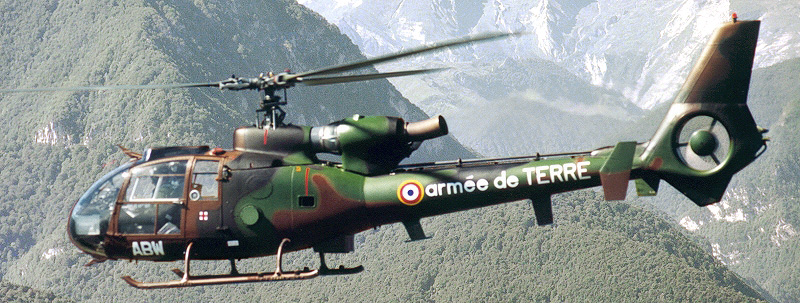
Um SA 342M Gazelle da Aviação Leve do Exército Francês (ALAT), o primeiro helicóptero do mundo equipado com Fenestron a entrar em produção.

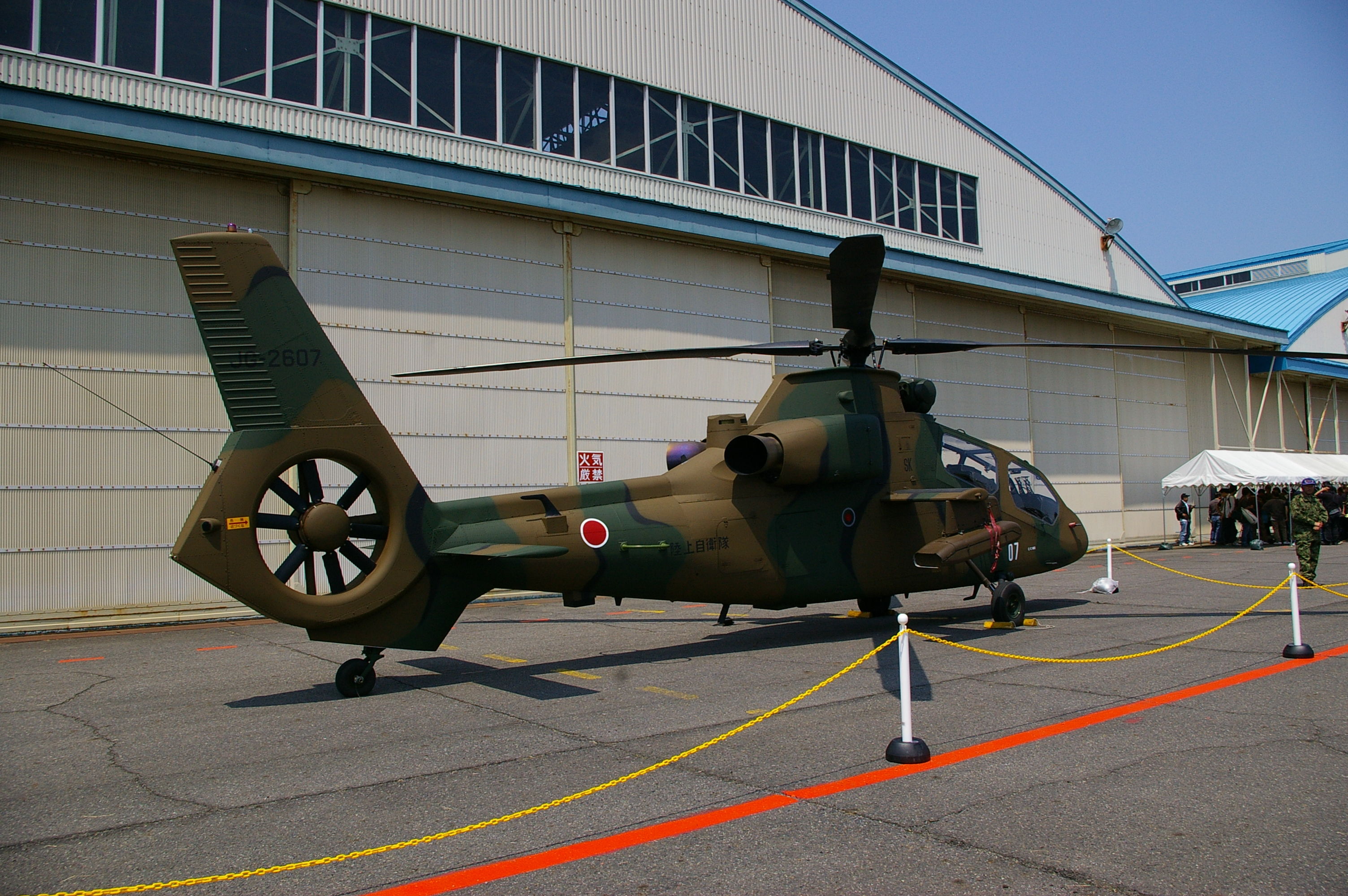
Fenestron em um helicóptero de reconhecimento japonês Kawasaki OH-1

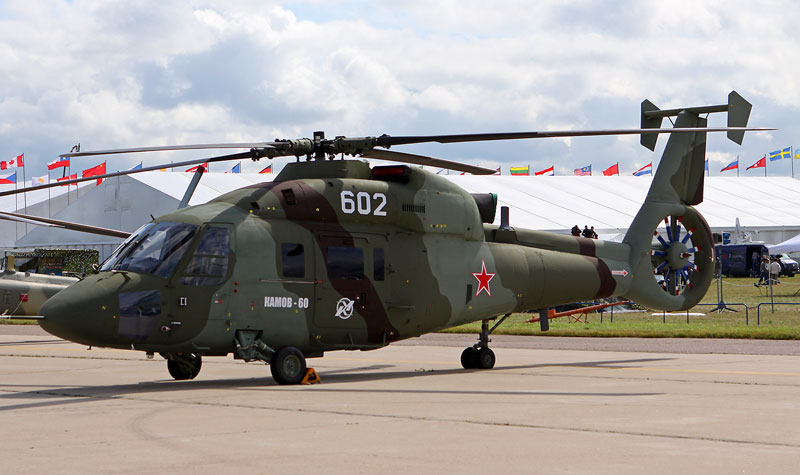
Fenestron em um helicóptero russo Kamov Ka-60 no MAKS Air Show em 2009

O conceito do Fenestron foi patenteado pela primeira vez na Grã-Bretanha pela empresa de engenharia de Glasgow G. & J. Weir Ltd. Ele foi projetado pelo engenheiro aeronáutico britânico CG Pullin como uma melhoria nos helicópteros da patente britânica número 572417, e está registrado como tendo sido depositado em maio de 1943. Naquela época, a Weir havia participado dos trabalhos de desenvolvimento da Cierva Autogiro Company, que era a holding da patente. Em conceito, a invenção deveria funcionar como um substituto viável para o arranjo convencional do rotor de cauda, com o objetivo de produzir melhorias tanto na segurança quanto no desempenho desses helicópteros equipados. No entanto, este trabalho inicial na Grã-Bretanha não levaria diretamente a que qualquer produto lançado pela Cierva fizesse uso desta inovação. Em vez disso, o Fenestron só seria desenvolvido durante a década de 1960 por uma empresa não relacionada.
O Fenestron foi aplicado pela primeira vez na prática pelo fabricante francês de aeronaves Sud Aviation, que decidiu introduzi-lo no segundo modelo experimental de seu SA 340 em desenvolvimento (o primeiro protótipo foi equipado com um rotor de cauda antitorque convencional). O fenestron do SA 340 foi projetado pelo aerodinamicista francês Paul Fabre; incomumente, esta unidade teve sua lâmina avançada colocada no topo, desafiando a prática convencional, mas foi considerado que isso causaria pouco impacto sobre este helicóptero em particular. Equipado de acordo, em 12 de abril de 1968, o SA 340 se tornou o primeiro helicóptero a voar usando uma cauda Fenestron. Tendo sido considerada satisfatória, esta unidade de cauda foi mantida e colocada em produção em um modelo refinado de helicóptero, que foi designado Aérospatiale SA 341 Gazelle .

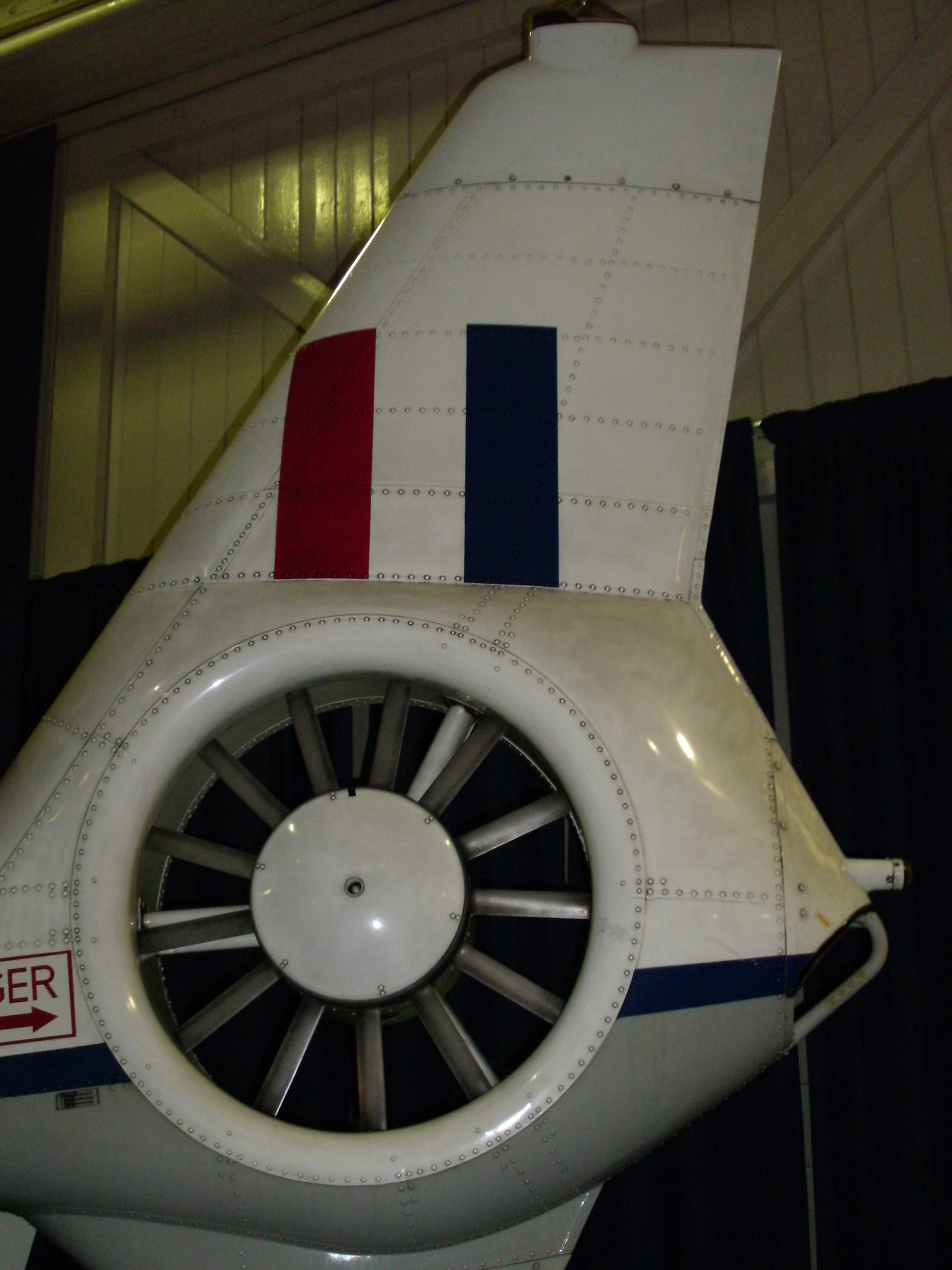
Detalhe do Fenestron de um helicóptero Aérospatiale Gazelle

Com o tempo, o design e o desempenho do Fenestron foram aprimorados pela Sud Aviation e suas empresas sucessoras, bem como por outras empresas. Durante o final da década de 1970, a Aérospatiale (à qual a Sud Aviation se fundiu) lançou uma unidade totalmente composta de segunda geração; apresentava principalmente uma inversão da direção de rotação da lâmina, bem como a adoção de um duto de diâmetro 20% maior para maior eficiência. Esta unidade foi instalada no Aérospatiale SA 360 Dauphin, juntamente com seu modelo AS365 Dauphin de maior sucesso e seus derivados. Embora outros experimentos de voo tenham sido conduzidos usando um Fenestron ainda maior em um helicóptero de médio porte SA 330 Puma no mesmo período, concluiu-se que havia limites práticos para o tamanho de um helicóptero para o qual tal configuração seria adequada, e exemplos de produção de o Puma manteve um rotor de cauda convencional.
Durante a década de 1990, um Fenestron de terceira geração foi produzido pela Eurocopter (sucessora multinacional da Aérospatiale), equipado com pás espaçadas de forma desigual para otimizar seus níveis de ruído; esta unidade foi instalada pela primeira vez no helicóptero EC135 da empresa e posteriormente incorporada aos projetos do EC130 e do EC145, este último originalmente produzido há mais de uma década com rotor de cauda convencional. Durante a década de 2010, o fabricante multinacional de helicópteros Airbus Helicopters (uma versão renomeada da entidade Eurocopter) desenvolveu ainda mais o Fenestron para seu novo H160, um helicóptero duplo de tamanho médio; nesta revisão, o duto do ventilador foi intencionalmente inclinado em 12 graus para obter melhor desempenho e maior estabilidade ao operar com cargas úteis mais altas e voar em velocidades mais baixas.

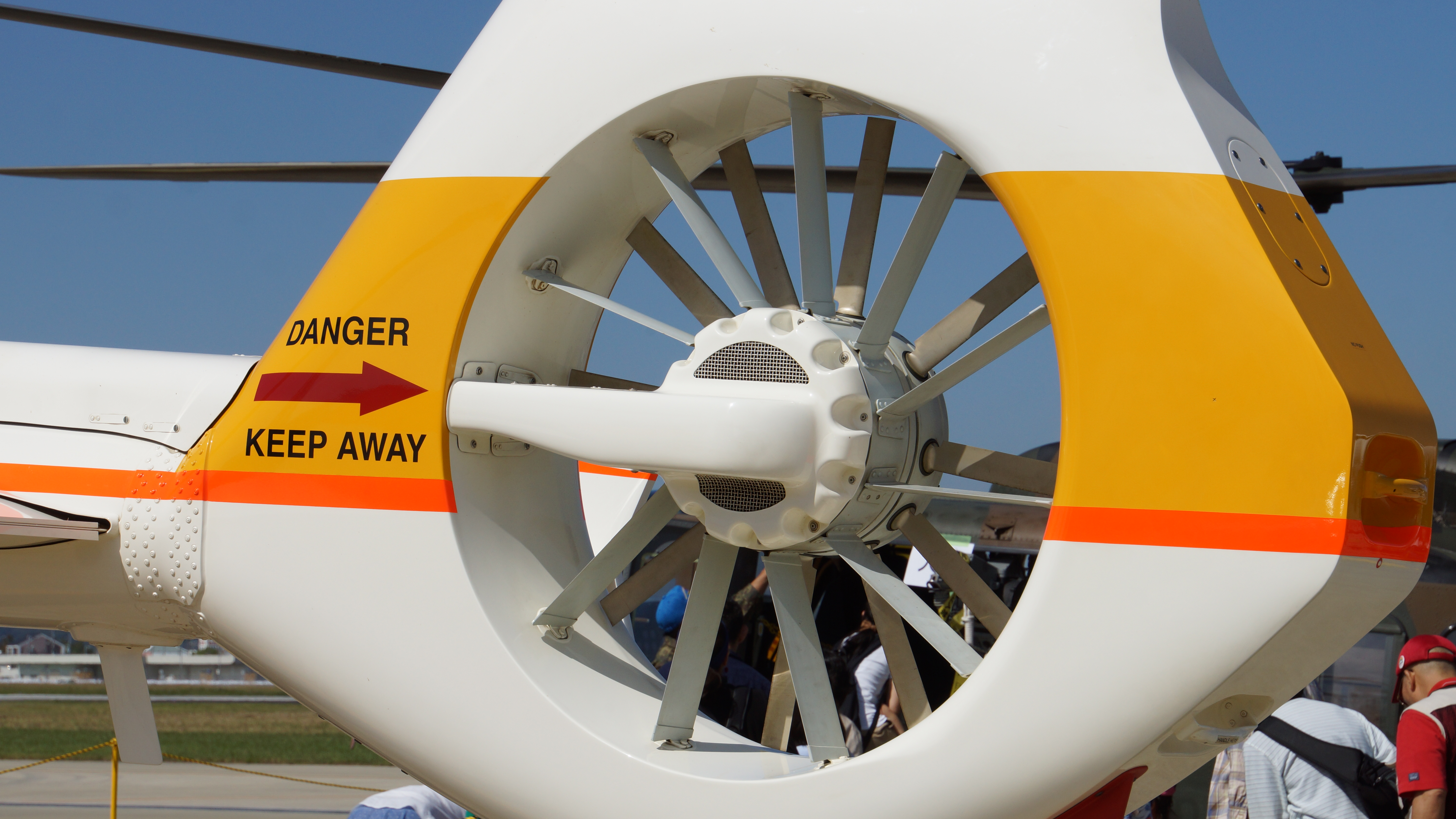
Vista lateral do Fenestron de um Eurocopter EC135

Um Fenestron normalmente é emparelhado com uma unidade estabilizadora vertical maior que também desempenha a função de compensar o torque; esta configuração tem o efeito de reduzir o desgaste das lâminas Fenestron e do sistema de transmissão, o que por sua vez leva à economia de manutenção. Além disso, a adoção de unidades de maior diâmetro, embora apresente alguns desafios de engenharia, normalmente aumenta a sua eficiência e diminui os seus requisitos de energia. Implementações avançadas do Fenestron são equipadas com estatores e pesos ajustáveis, a fim de otimizar as pás para reduzir a potência necessária e as cargas de controle de passo impostas. Durante a década de 2010, a Airbus Helicopters afirmou que esperava que o design do Fenestron continuasse a ser refinado, a fim de se adequar a helicópteros de tonelagens crescentes e permitir inovações adicionais no campo.
Através de múltiplas fusões da Sud Aviation com a Airbus Helicopters, um número considerável de helicópteros leves, intermediários e médios usaram o Fenestron como rotor de cauda antitorque. Tais implementações podem ser encontradas em muitos helicópteros da linha Eurocopter, como o Eurocopter EC120 Colibri, EC130 ECO Star, EC135 (e EC635, a versão militar do EC135), EC145, o AS365 N/N3 Dauphin (também construído como HH -65 Dolphin, uma variante dedicada usada pela Guarda Costeira dos Estados Unidos, e o Harbin Z-9 fabricado sob licença ), e o EC155 ampliado (uma versão mais larga, mais pesada e mais avançada da série AS365 N/N3).
Além da Airbus Helicopters e seus antecessores, outras empresas também fizeram uso dos arranjos antitorque Fenestron. Um desses helicópteros foi o americano Boeing/Sikorsky RAH-66 Comanche, um helicóptero furtivo de reconhecimento aéreo que foi cancelado em 2004. Outro exemplo é o Sikorsky S-67 Blackhawk, que, em 1974, teve um Fenestron para fins de testes utilizado durante 29 horas de voo. Foi removido em agosto do mesmo ano. Rotores de cauda em leque canalizados também foram usados no helicóptero russo de médio porte Kamov Ka-60, e também no helicóptero de reconhecimento Kawasaki OH-1 Ninja do exército japonês. O fabricante francês de helicópteros leves Hélicoptères Guimbal também usou um Fenestron para seu Guimbal Cabri G2, um helicóptero compacto movido a motor alternativo. O Harbin Aircraft Industry Group chinês usa Fenestron no helicóptero de reconhecimento/ataque Z-19 .

## Vantagens

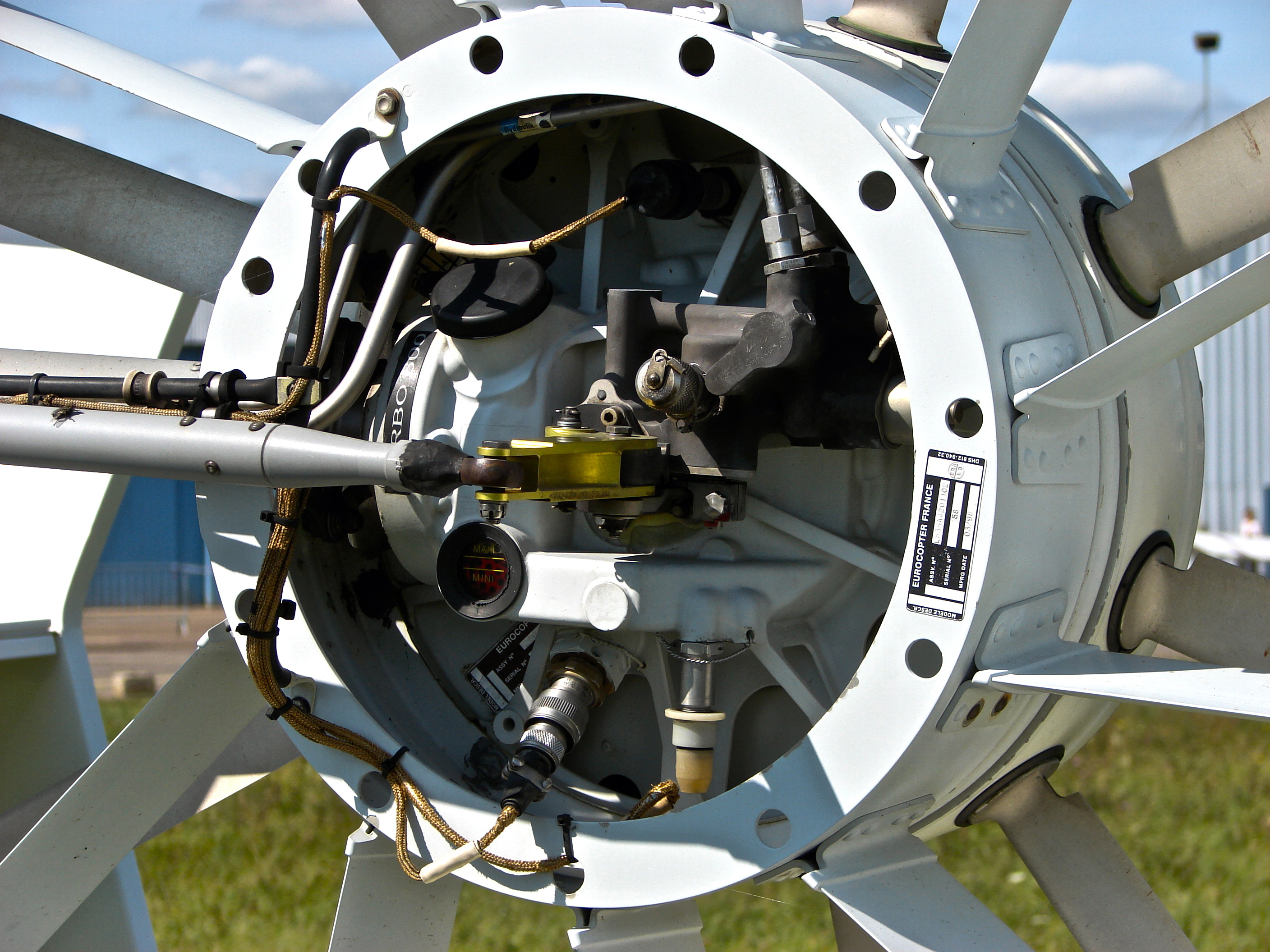
Detalhe do mecanismo de controle de pitch de um fenestron instalado em um Airbus H135

- Maior segurança para as pessoas no terreno porque o invólucro fornece proteção periférica.[4][16]
- Ruído e vibração bastante reduzidos devido ao fechamento das pontas das lâminas e ao maior número de lâminas.[4][16]
- Uma diminuição nos requisitos de energia durante a fase de cruzeiro do voo.
- Por ser feito em material compósito, é bastante leve.
- Uma menor suscetibilidade a danos por objetos estranhos porque a carenagem torna menos provável a sucção de objetos soltos, como pequenas pedras.[10]
- Maior eficiência de controle antitorque e redução na carga de trabalho do piloto.[17]
- Menor ocorrência de acidentes e manutenção fácil.

## Desvantagens
As desvantagens do Fenestron são aquelas comuns a todos os ventiladores canalizados quando comparados às hélices. Eles incluem:
- Maior peso e resistência ao ar trazidas pelo conjunto.
- Maior custo de construção e aquisição.
- Necessita aumento de potência do motor da aeronave durante o voo pairado.

## Helicópteros que usam o sistema
Airbus Helicopters H120 Colibri
Airbus Helicopters H130
Airbus Helicopters H135
Airbus Helicopters H145
Airbus Helicopters H155
Airbus Helicopters H160
Eurocopter AS 365
Eurocopter Panther
Aérospatiale Gazelle
Kawasaki OH-1
Boeing-Sikorsky RAH-66 Comanche
Kamov Ka-60
Guimbal Cabri G2
Kopter SH09
Harbin Z-9
Harbin Z-19